# Super Fantasy Zone
Super Fantasy Zone (スーパーファンタジーゾーン?) è un videogioco sviluppato e pubblicato da Sunsoft nel 1992 per Sega Mega Drive, seguito di Fantasy Zone. 
Il gioco è stato distribuito nel 2008 per Wii tramite Virtual Console.